# Rachel Aberlin
Rachel Aberlin, död efter 1609, var en judisk mystiker.  Hon spelade en viktig roll inom den judiska Sabbatianismen. Efter sin makes död år 1582 agerade hon som beskyddare för mystiker, och blev själv berömd för sina visioner och profetior. 